# Себеж
Се́беж — город на юго-западе Псковской области России (с 1772 года). Административный центр городского поселения Себеж, Себежского сельского поселения и Себежского района.
Город Себеж был внесён в Список исторических городов России в 2002 году.

## История

### Основание города
В последней четверти I тыс. на мысовом городище в восточной части Замковой горы возникло укреплённое поселение культуры длинных курганов (площадью 180 × 30—60 м). С XI в. др.-рус. город, среди находок XI—XIV вв. — предметы быта, украшения, оружие, резной костяной нательный крестик и др.. Первые былинные упоминания о городе относятся к первому походу Ильи Муромца, когда он разбивает несметную силу-армию трёх заморских царевичей.
Считается, что первые сведения о Себеже как о населённом пункте относятся к 1414 году. Под этим годом он упоминается польским хронистом XVI века Матвеем Стрыйковским как «пригород» Псковской республики, взятый и сожжённый литовским князем Витовтом во время его похода на Псков. Сам характер упоминания свидетельствует о наличии здесь укреплённого поселения (возникшего, по-видимому, ранее), хотя оснований для более точных датировок не даёт; другие летописные источники о существовании этого «пригорода» Пскова умалчивают. Наряду с этим имеются также доводы в пользу того, что М. Стрыйковский просто допустил ряд ошибок при объединении и переработке разных отрывочных сведений, взятых из разнообразных летописей, а фактическое основание Себежа относится к 1535 году.
В 1535 году во время русско-литовской войны воевода И. Н. Бутурлин по приказу московских властей построил на занятой им литовской территории за рекордно короткий срок (с 29 июня по 20 июля) на северном берегу Себежского озера деревянную крепость — удобный опорный пункт для военных походов в Литву. Строительными работами руководил итальянский архитектор Петрок Малый, известный по строительной деятельности в Москве. В крепости была построена церковь во имя Усекновения главы Иоанна Крестителя; освящая эту церковь, архиепископ Новгородский Макарий назвал новый город Ивангород-на-Себеже.
Вероятно наличие связи названия с именем будущего царя Ивана IV (который родился в 1530 году, а с 1533 года был московским великим князем). Однако название не закрепилось — в завещании самого Ивана IV (1572) город упоминается как Себеж.

### Борьба за Себеж
Крепость, построенная на берегу Себежского озера, являлась важным укреплённым пунктом на границе с Великим княжеством Литовским. 27 февраля 1536 года польско-литовский отряд во главе с киевским воеводой Андреем Немировичем и полоцким воеводой Яном Глебовичем, действовавшими по предписанию короля Сигизмунда I, осадили крепость и подвергли её артиллерийскому обстрелу; однако попытки взять крепость штурмом оканчивались неудачей. В конце концов русские воеводы князь П. Ф. Засекин и Е. Ф. Тушин сделали вылазку и погнали неприятеля на лёд Себежского озера; лёд проломился и часть польско-литовских воинов утонула. Поражение под Себежем заставило Сигизмунда I активнее искать мира, и заключённое 18 февраля 1537 года перемирие закрепило Себеж и его окрестности за Русским государством. В память о ратном подвиге себежан великая княгиня Елена Глинская повелела возвести в Себеже каменный Троицкий собор; строительство его началось уже в 1537 году, а завершилось в 1544 году (не сохранился).
В первые годы Ливонской войны Себеж дважды пострадал от сильного пожара: весной 1560 года, когда город выгорел во время Великого поста, и в мае 1562 года, когда польско-литовские отряды ворвались в город и снова сожгли его, но удержать в своих руках не сумели.
В 1579 году город был снова взят польско-литовскими войсками — во время наступления, предпринятого Стефаном Баторием, новым королём Речи Посполитой. Однако по заключённому 15 января 1582 года Ям-Запольскому миру между Русским государством и Речью Посполитой Себеж был возвращён России.
После Ливонской войны по описанию, составленному в 1583—1584 годы писцами Григорием Ивановичем Мещаниновым-Морозовым и Иваном Васильевичем Дровниным, Себежская крепость представляла собой участки кремля с земляными укреплениями и окольным городом, окружённым деревянной стеной протяжённостью около 1500 м с 5-ю воротами (Мысовые, Сабуровы, Летние, Климентовские и Успенские), вокруг города был устроен частокол. За окольным городом располагался торг, к которому вели улицы застройки за пределами крепости.
В Смутное время Себеж одно время находился в руках сторонников одного из самозванцев — Лжедмитрия III, которым пришлось оборонять город от польских войск. В 1616 году поляки всё же захватили город. В соответствии с Деулинским перемирием 1 (11) декабря 1618 года ряд захваченных польскими интервентами земель (включая Себеж) на 14 лет и 6 месяцев отошёл к Речи Посполитой. Согласно проведённой после этого инвентаризации, в городе насчитывалось 9 улиц, 6 церквей и 1 монастырь.
23 марта 1623 года королём польским и великим князем литовским Сигизмундом III Себежу было даровано магдебургское право и пожалован герб «в лазуревом поле Самсон, разрывающий пасть льву».
20 марта 1625 года Сигизмунд III заложил в Себеже деревянный костёл Святой Троицы на территории ранее существовавшего женского базилианского монастыря. Позднее костёл сгорел, и в 1649 году на его месте был заложен уже каменный костёл (позднее его не раз перестраивали; в конце 1988 года здание храма передали православной общине, и в 1990 году восстановленный храм был освящён уже как Церковь Святой Троицы Псковской епархии Русской православной церкви).
Уже в первые месяцы после начала Смоленской войны (октябрь-декабрь 1632 года) русские войска вновь овладели рядом ранее отторгнутых Речью Посполитой русских городов, в том числе и Себежем, удерживая их вплоть до конца войны. Однако Поляновский мир между Русским царством и Речью Посполитой, заключённый 4 (14) июня 1634 года, в основном подтвердил границы, установленные Деулинским перемирием, и Себеж был возвращён Речи Посполитой. В том же году Себеж вместе с прилегающими землями был пожалован королём Владиславом IV княжескому роду Радзивиллов в вечное ленное владение. В 1638 году Себеж, ранее входивший в состав Смоленского воеводства, был передан в Полоцкое воеводство.
В июне 1654 года, вскоре после начала русско-польской войны 1654—1667 годов, русские войска опять взяли Себеж. На этот раз его переход к России был закреплён Андрусовским перемирием (подписано 30 января (9 февраля) 1667 года), по которому Речь Посполитая теряла ряд приграничных районов и Левобережную Украину, а также — на два года — Киев. Однако 24 июля (3 августа) 1678 года в Москве было заключено новое перемирие, по которому Андрусовское перемирие продлевалось на 13 лет, а Себеж, Невель и Велиж с уездами передавались Речи Посполитой в обмен на закрепление за Россией Киева.
После возвращения в состав Речи Посполитой город вновь стал собственностью Радзивиллов. В конце XVII века в нём насчитывалось 300 домов.
В Северную войну 1700—1721 годов Себеж дважды занимали русские войска Петра I (выступавшего в качестве союзника «законного польского короля Августа II»): в 1705 и 1707 годах; при этом в 1705 году на городском холме были сооружены оборонительные укрепления. Во время Северной войны город сильно пострадал, и даже в 1755 году здесь имелось всего 140 домов. В 1762 году Себеж практически полностью выгорел во время сильнейшего пожара.

### В Российской империи
Псковская губерния
25 июля (5 августа) 1772 года в результате 1-го раздела Речи Посполитой Россия присоединила правобережье Западной Двины и Восточную Белоруссию. В результате этого Себеж получил статус города Российский империи. 9 октября 1772 года из присоединённых к ней провинций были образованы две губернии: Псковская и Могилёвская. 13 декабря 1772 года Полоцкая провинция была причислена к Псковской епархии. 22 июля 1773 года местечко Себеж стало уездным городом и центром Себежского уезда Полоцкой провинции Псковской губернии.

Проектный план города Себежа с обозначением существующих строений (1785 год)

24 августа 1776 года императрица Екатерина II издала указ «Об открытии Полоцкой и Псковской губерний», по которому Витебская, Двинская и Полоцкая провинции образовали Полоцкую губернию, а 22 марта 1777 г. «для уравнения уездов Белорусских губерний… сделано новое распределение», и Себежский уезд вошёл в число 11 уездов Полоцкой губернии.
21 февраля 1778 года был утверждён генеральный план Себежа, а 21 сентября 1781 года — его герб.
Витебская губерния
12 (23) декабря 1796 года указом Павла I Полоцкая и Могилёвская губернии были объединены в единую Белорусскую губернию с центром в Витебске. При этом Себеж был объявлен заштатным городом; однако 12 (24) июля 1802 года в составе Белорусской губернии (18 (30) июля 1840 года переименована в Витебскую губернию) был восстановлен Себежский уезд.

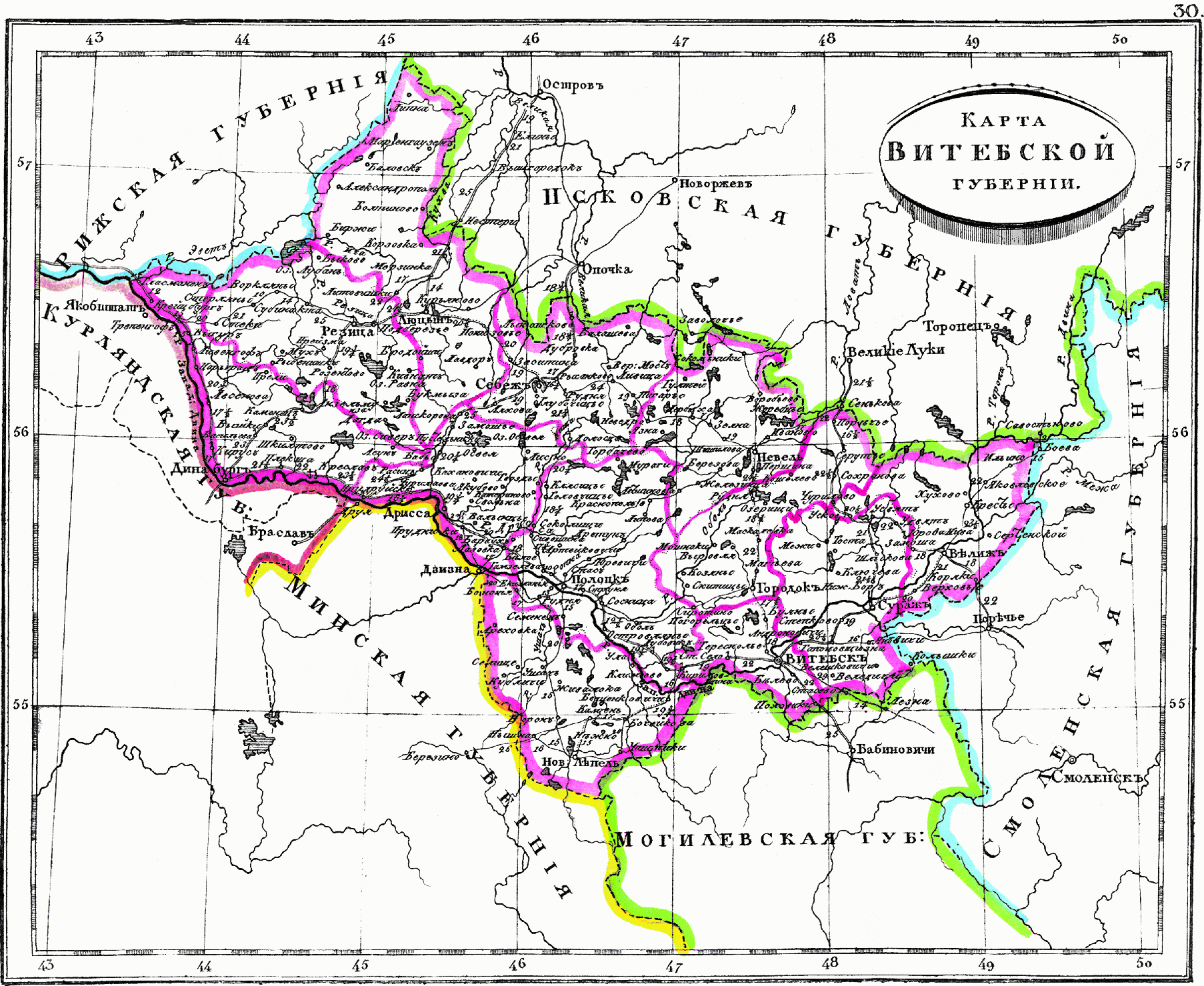
Карта Витебской губернии, 1835 год

После начала Отечественной войны 1812 года в Себеже была размещена штаб-квартира отдельного 1-го пехотного корпуса генерал-лейтенанта П. Х. Витгенштейна, перекрывавшего наполеоновской армии путь к Санкт-Петербургу. По распоряжению командующего в окрестностях города были сооружены мощные укрепления. 2-й армейский корпус маршала Никола Удино действительно пытался прорваться через Себеж к Петербургу, но был остановлен Витгенштейном в ряде упорных сражений, решающим из которых было трёхдневное сражение при Клястицах на южных подступах к Себежу, проходившее 18 (30) июля — 20 июля (1 августа) 1812 год. В результате Наполеон отказался от похода в северные области России.
В 1854 году (по некоторым данным — десятилетием позже) в Себеже был построен каменный собор Рождества Христова. В мае 1885 года центральная часть города была дотла выжжена во время сильнейшего пожара, огнём было уничтожено около 600 построек. В описании 1889 года указывается, что в городе имелось 8 кожевенных заводов, 2 гончарных завода, 3 синельно-набойных фабрики и паровая мукомольня; несколько позже появились кирпичный и пивоваренный заводы.
В 1901 году в Себеже был открыт железнодорожный вокзал на линии новой Московско-Виндавской железной дороги. Изначально вокзал представлял собой небольшое деревянное здание.
В 1908 году в Себеже появилось электрическое освещение улиц, в 1911 году открылся кинотеатр Жаржавского.

Станция «Себеж» Московско-Виндаво-Рыбинской железной дороги
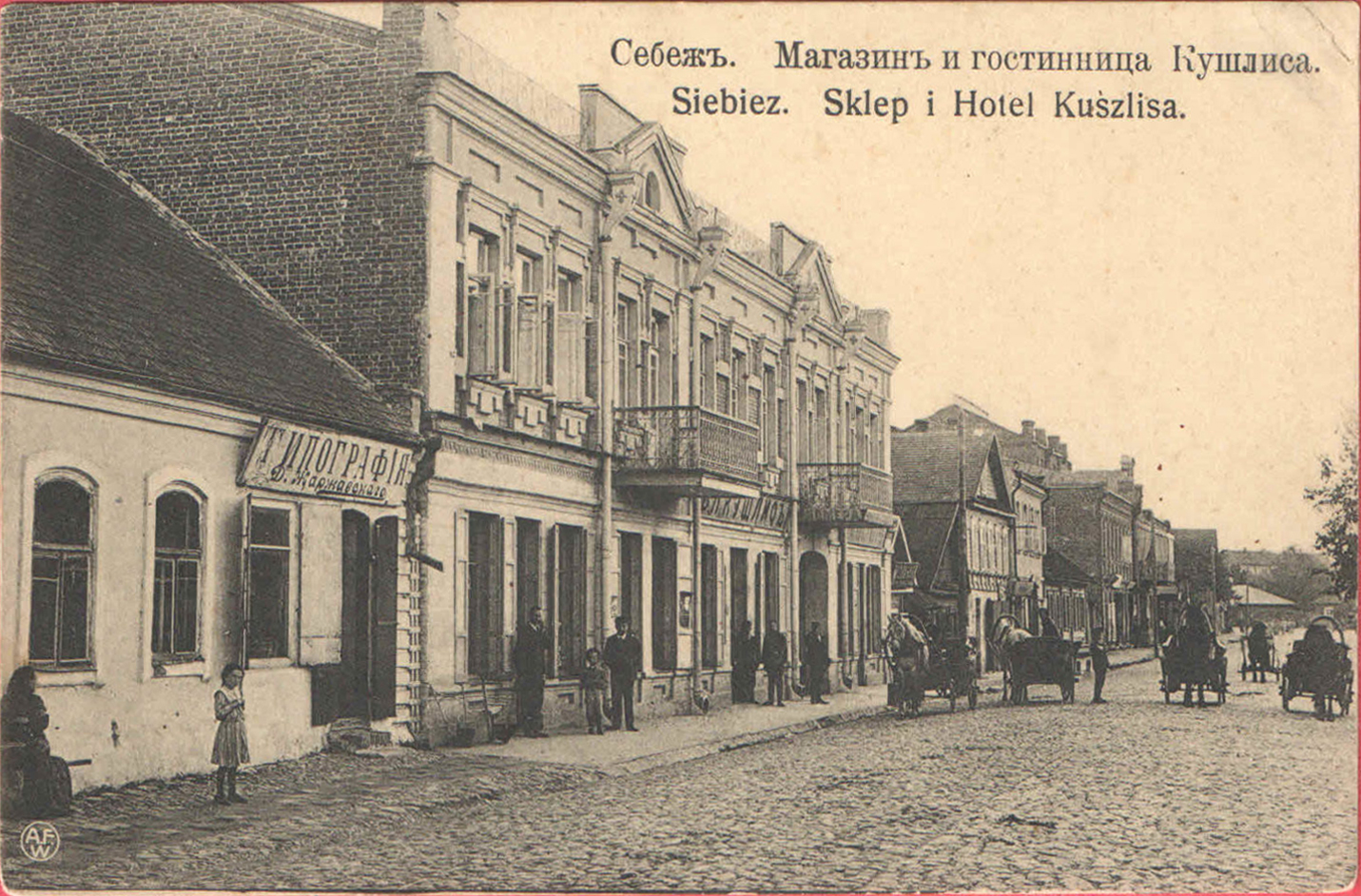
Магазин и гостиница Кушлиса
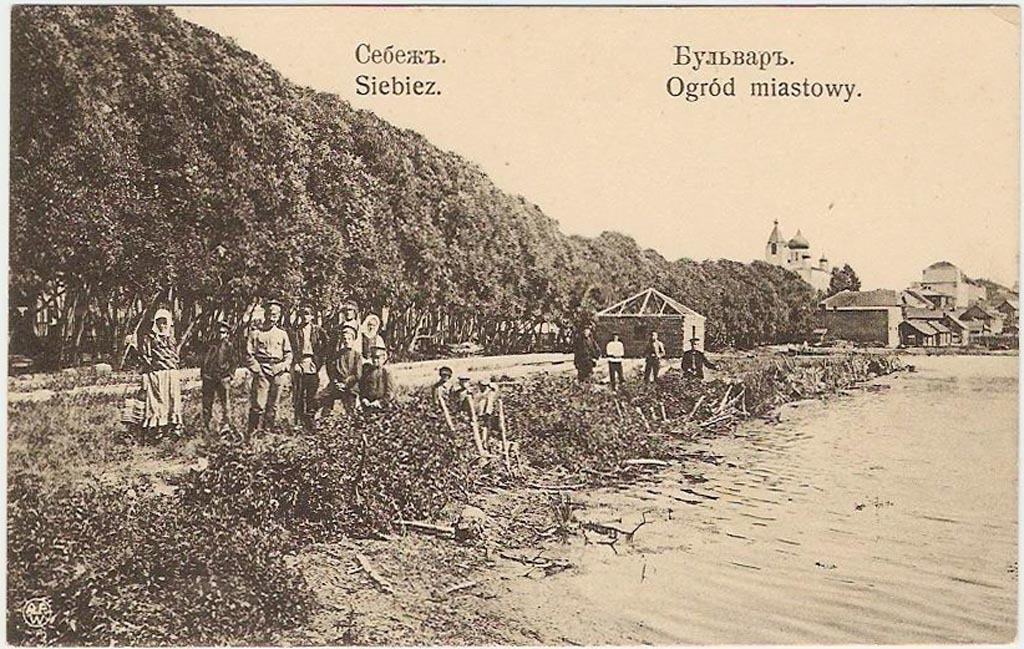
Бульвар
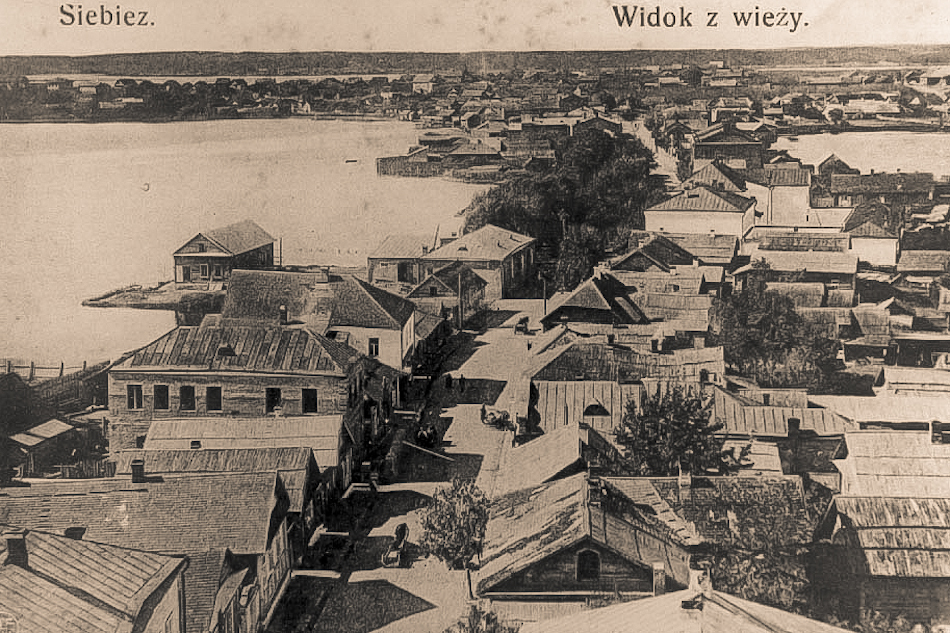
Вид на улицу Петра Великого (ныне Пролетарская) с колокольни собора
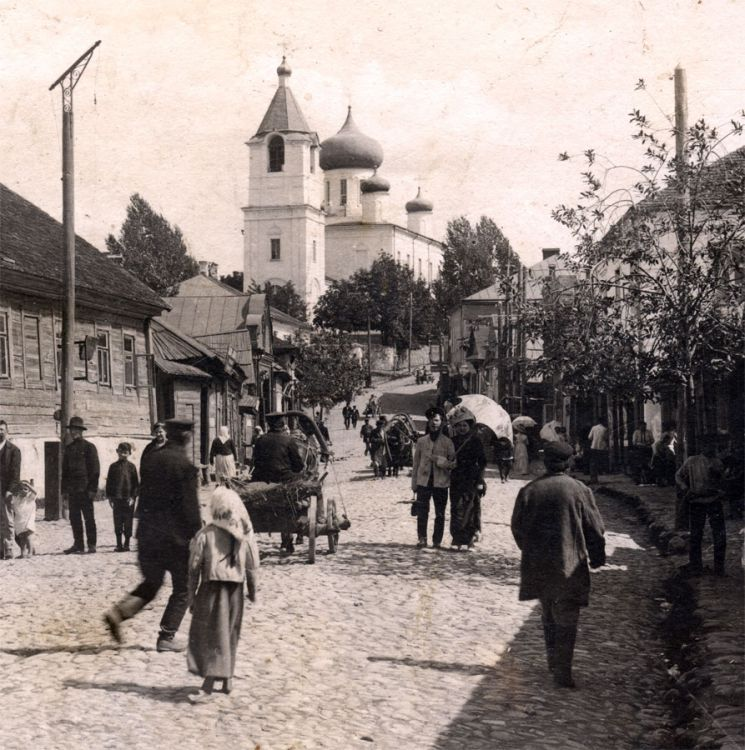
Собор Рождества Христова до сноса (до 1917)
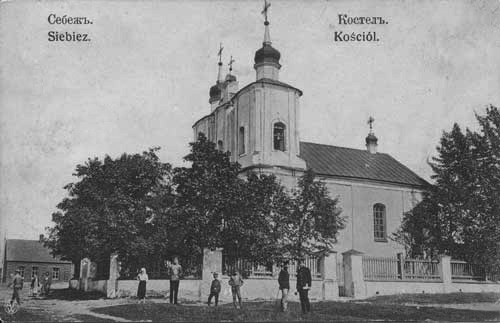
Бывший костёл Святой Троицы в Себеже (открытка начала XX века)

### При Советской власти
Ко времени установления в Себеже Советской власти город вместе с уездом входил в состав Витебской губернии. После провозглашения 1 января 1919 года Советской Социалистической Республики Белоруссия бо́льшая часть Витебской губернии, включая Себежский уезд, отошла ко вновь образованному государству. Однако уже 16 января на пленуме ЦК РКП(б) было принято решение о возвращении Витебской губернии (вместе со Смоленской и Могилёвской) в состав РСФСР, поддержанное прошедшим 2—3 февраля в Минске I Всебелорусским съездом Советов; в состав провозглашённой 27 февраля 1919 года в Вильнюсе объединённой Литовско-Белорусской Советской Социалистической Республики три упомянутые губернии уже не вошли.
24 марта 1924 года Декретом ВЦИК Витебская и Могилёвская губернии были переданы Белорусской ССР в рамках первого укрупнения её состава, однако три уезда Витебской губернии (Себежский, Невельский и Велижский) остались в РСФСР и были включены в состав Псковской губернии. В 1926 году, когда проходило второе укрупнение состава Белорусской ССР, поступали обращения о включении в состав Белоруссии и Себежа, но они были отклонены.
В соответствии с Постановлением Президиума ВЦИК от 1 августа 1927 года, по которому в рамках проводимой в СССР административно-территориальной реформы была образована Ленинградская область, город Себеж вошёл в состав Великолукского округа этой области и стал административным центром новообразованного Себежского района.
В августе 1927 года по инициативе Б. В. Сивицкого в городе был основан Себежский краеведческий музей.
Постановлением Президиума ВЦИК от 3 июня 1929 года Себеж вместе со всем Великолукским округом был передан в состав Западной области с центром в Смоленске (23 июля 1930 года Постановлением ВЦИК и СНК СССР Великолукский округ был упразднён). Постановлением Президиума ВЦИК от 29 января 1935 года вся территория бывшего Великолукского округа, включая Себеж и Себежский район, передавалась в состав новообразованной Калининской области, причём 5 февраля того же года Великолукский округ был — уже в составе Калининской области — восстановлен, но вновь упразднён 4 мая 1938 года; теперь Себеж и Себежский район были включены в состав Опочецкого пограничного округа Калининской области (округ упразднён Указом Президиума Верховного Совета РСФСР от 5 февраля 1941 года).
В 1925 году в Себеже был организован комбинат «Труд», устроивший электростанцию для обеспечения электроэнергией предприятий и освещения города, в конце января 1925 года в 6 часов вечера в Себеже зажглась первая лампочка Ильича. В годы предвоенных пятилеток в Себеже велось активное строительство промышленных предприятий. Весной 1931 года была введена в действие новая ТЭЦ мощностью 700 кВт; она дала энергию новой фабрике по первичной обработке льна, промкомбинату, известковому и канифольному заводам. В 1930-е годах в переоборудованных старых и вновь построенных зданиях разместились сельскохозяйственный техникум, две средние школы, магазины, Дом колхозника, Дом пионеров, рабочие клубы, кинотеатр.
В первый же день Великой Отечественной войны в Себеже началась мобилизация. Многие себежане шли в военкомат добровольно, не дожидаясь повесток, и уже к вечеру 23 июня 1941 года со сборных пунктов к железнодорожной станции двинулись сформированные в городе воинские части.
Линия фронта быстро приближалась к городу. Уже с 29 июня железнодорожная станция Себежа начала подвергаться интенсивным налётам немецкой авиации.
Западнее города в Себежском укреплённом районе оборону держала 170-я стрелковая дивизия 51-го стрелкового корпуса 22-й армии Западного фронта. 
Обойдя Себежский укрепрайон с севера и нанося удар по нему с тыла, 7 июля в Себеж врываются первые части немецкой моторизованной дивизии СС «Мёртвая голова» 56-го моторизованного корпуса, и только 9 июля 1941 года немецким войскам удаётся полностью захватить город. Потери немецкой дивизии СС «Мёртвая голова» в боях в данном районе были настолько велики, что вскоре она была на некоторое время выведена в резерв, а три полка дивизии были сведены в два.
Освобождён город Себеж был на рассвете 17 июля 1944 года в ходе Режицко-Двинской операции воинами 150-й стрелковой дивизии полковника В. М. Шатилова (действовала в составе 3-й ударной армии 2-го Прибалтийского фронта) — той самой дивизии, воины которой 1 мая 1945 года штурмом овладели рейхстагом и водрузили на нём Знамя Победы. Уже к 8 часам утра немецкий гарнизон города прекратил сопротивление.
22 августа 1944 года Указом Президиума Верховного Совета СССР была образована Великолукская область, в состав которой вошли Себеж и Себежский район. Указом Президиума Верховного Совета РСФСР от 2 октября 1957 года эта область была упразднена, а Себеж и Себежский район отошли к Псковской области.

### Российская Федерация
После распада СССР роль градообразующей структуры для Себежа стали играть таможенные и пограничные службы.
1 января 2006 года образовано муниципальное образование «Себеж» с административным центром в городе Себеж, имеющее статус «городское поселение».

## География
Город расположен в 189 км к югу от Пскова, между озёрами Себежским и Ороно. Себежский район граничит с Латвией и Белоруссией. Расстояние до Санкт-Петербурга — 450 км, до Москвы — 600 км.
Себеж находится в зоне умеренно континентального климата. Из возвышенных мест значительна гора Вздыхалинка, расположенная в полутора километрах от города. В районе города имеются запасы таких полезных ископаемых, как торф, кирпичные глины, строительный песок и песчано-гравийные материалы. Обнаружены источники минеральных вод и лечебные грязи.

### Климат
Климат Себежа — переходный от умеренно морского к умеренно континентальному, с мягкой зимой и тёплым летом. Осадков больше выпадает летом и ранней осенью. Частые тёплые циклоны зимой обуславливаются влиянием Гольфстрима.
- Среднегодовая скорость ветра — 3,9 м/с
- Средняя годовая температура — +6,8 °C
- Среднегодовая влажность воздуха — 78 %

| Показатель                    | Янв.  | Фев.  | Март  | Апр.  | Май  | Июнь | Июль | Авг. | Сен. | Окт.  | Нояб. | Дек.  | Год   |
| ----------------------------- | ----- | ----- | ----- | ----- | ---- | ---- | ---- | ---- | ---- | ----- | ----- | ----- | ----- |
| Абсолютный максимум, °C       | 11,8  | 12,3  | 19,5  | 27,6  | 32,0 | 32,6 | 35,0 | 37,0 | 30,3 | 22,6  | 15,1  | 11,8  | 37,0  |
| Средний суточный максимум, °C | −2    | 0,1   | 4,4   | 12,4  | 19,0 | 22,2 | 22,5 | 23,2 | 17,0 | 11,0  | 4,0   | −0,8  | 9,6   |
| Средняя температура, °C       | −4,1  | −3,8  | 0,6   | 7,0   | 13,5 | 16,5 | 18,1 | 17,0 | 13,2 | 7,5   | 1,5   | −2,7  | 6,8   |
| Средний суточный минимум, °C  | −7    | −7    | −4    | 2,0   | 7,4  | 11,8 | 13,5 | 13,2 | 10,0 | 5,4   | −1,5  | −3,6  | 1,7   |
| Абсолютный минимум, °C        | −40,6 | −37,6 | −29,7 | −20,9 | −5,1 | −0,1 | 2,7  | 1,3  | −4,6 | −12,5 | −23,8 | −40,3 | −40,6 |
| Норма осадков, мм             | 32    | 22    | 32    | 35    | 60   | 86   | 74   | 71   | 62   | 51    | 50    | 38    | 632   |
| Источник: Погода и климат     |       |       |       |       |      |      |      |      |      |       |       |       |       |

- Псковский областной центр по гидрометеорологии и мониторингу окружающей среды. Архивировано из оригинала 29 марта 2018 года.

## Население
В 1780 году в городе проживало 418 человек, из них 361 христианин и 57 иудеев. В 1799 году население города увеличилось до 1711 человек. По окладным книгам 1803 года, в Себеже проживало 556 христиан и 408 иудеев.
В 1886 году в городе насчитывался 4051 житель, в том числе 2436 иудеев, 1214 православных и 393 католиков. В 1894 году в городе было 4344 жителя, из них 2089 мужчин и 2255 женщин. Большинство населения составляли иудеи (61 %), проживали также православные — 25 %, католики — 11 % и представители других вероисповеданий — до 3 %. В 1897 году, по данным переписи населения, в городе было 4326 жителей, в том числе евреи — 2564, белорусы — 988, русские — 618, поляки — 122.
После окончания Великой Отечественной войны в этническом составе населения Себежа, как и всей Псковской области, резко преобладают русские. Что касается других народов, то в Себеже и Себежском районе несколько повышена (по сравнению со средней по областью) доля украинцев, белорусов и латышей.
Русское население Себежа и Себежского района раньше довольно чётко противопоставляло себя населению более северных районов Псковской области (входивших в своё время в Псковскую губернию), по отношению к которому применялось прозвище «скобари», носившее нередко иронический характер. Со второй половины XX века слово «скобари» в качестве самоназвания начинают использовать и себежане. Однако в социологических опросах, проведённых в начале XXI века, доля населения, называвшего себя «скобарями», составляла среди жителей Себежского района лишь 35—40 % (в два раза меньше, чем среди жителей «псковского культурного ядра»); при этом новая самоидентификация быстрее утверждается в городских поселениях (Себеж, Идрица, Сосновый Бор), где «скобарями» именует себя уже около половины опрошенных местных уроженцев.
| 1780  | 1799    | 1801    | 1825  | 1833  | 1835  | 1840  | 1842  | 1843  | 1856  | 1861  | 1862  | 1884  | 1885  | 1886  |
| ----- | ------- | ------- | ----- | ----- | ----- | ----- | ----- | ----- | ----- | ----- | ----- | ----- | ----- | ----- |
| 418   | ↗1711   | ↗2064   | ↗2627 | ↘2089 | ↘2077 | ↘1748 | ↘1734 | ↗1750 | ↗2800 | ↗3317 | ↗3643 | ↗4008 | ↗4021 | ↗4051 |
| 1887  | 1888    | 1894    | 1897  | 1898  | 1904  | 1910  | 1917  | 1920  | 1923  | 1925  | 1926  | 1930  | 1931  | 1939  |
| ↘3821 | ↗3898   | ↗4344   | ↘4326 | ↘4286 | ↗5027 | ↗7561 | ↘4982 | ↘4065 | ↗4759 | ↗4888 | ↗5543 | ↗5753 | ↘4400 | ↗6049 |
| 1959  | 1970    | 1979    | 1989  | 1992  | 1993  | 1996  | 1998  | 2000  | 2001  | 2002  | 2005  | 2006  | 2007  | 2008  |
| ↗6994 | ↗10 154 | ↗10 501 | ↘9582 | ↘9100 | ↗9200 | →9200 | ↗9500 | ↘6300 | ↘6100 | ↗7138 | ↘6700 | ↘6600 | ↘6500 | ↘6400 |
| 2009  | 2010    | 2011    | 2012  | 2013  | 2014  | 2015  | 2016  | 2017  | 2018  | 2019  | 2020  | 2021  |       |       |
| ↘6263 | ↗6375   | ↘6342   | ↘6100 | ↘5869 | ↘5660 | ↘5480 | ↘5449 | ↗5452 | ↘5401 | ↘5339 | ↘5301 | ↗6246 |       |       |

По численности населения на 1 января 2014 года находился на 1047 месте из 1100 городов Российской Федерации.
На 1 января 2025 года по численности населения город находился на 1047-м месте из 1124 городов Российской Федерации.

## Транспортная сеть

Общий вид станции IV класса Московско-Виндаво-Рыбинской железной дороги Себеж (фотография начала XX века)

- международная автомагистраль Рига — Москва с обустроенным автомобильным пунктом пропуска Бурачки (RUS) — Terehova (LV)  на российско-латвийской границе;
- железнодорожное сообщение Рига — Москва с таможенным и пограничным переходом на станции Себеж Новосокольнической дистанции пути Санкт-Петербург — Витебского региона Октябрьской железной дороги, открытой в 1901 году (введена в расписание движения поездов в марте 1901 года) после завершения строительства Виндавской линии (открыта 11 сентября 1901 года) Московско-Виндаво-Рыбинской железной дороги (граница с Латвийской Республикой, 617-й километр от Москвы);
- региональная автодорога Санкт-Петербург — Минск с таможенным автомобильным пограничным переходом Долосцы (RUS) — Юховичи (BY) на границе с республикой Беларусь.

### Городской транспорт
Городской транспорт представлен 2 маршрутами автобусов:
- Замковая гора — Районная библиотека — площадь Ленина — Ленинская улица — Петровская гора — Хлебозавод — Сенцовское — Шоссейная улица — Остановка — Вокзал
- Замковая гора — Районная библиотека — площадь Ленина — Ленинская улица — Баня — Пещанка — Юбилейная — Сопливая гора — Лесная — Нефтебаза
- До 1970-х гг. по Себежскому озеру осуществлялось пассажирское судоходство.

## Достопримечательности
Пролетарская улица (в прошлом носила имя Петра Великого), на которой расположены основные здания гражданской архитектуры, в том числе и Себежский краеведческий музей.

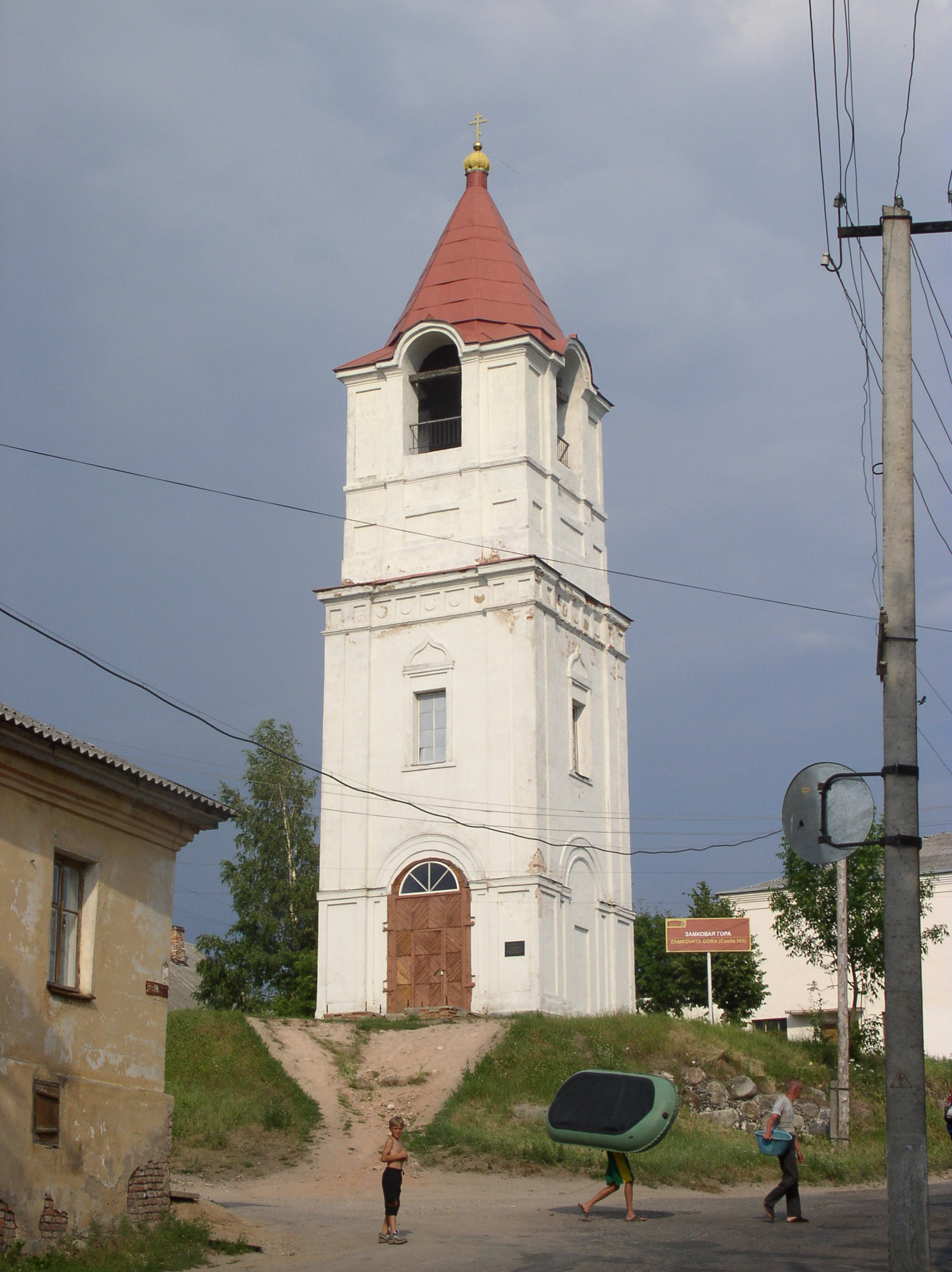
Колокольня Собора Рождества Христова

От центральной площади города Пролетарская улица круто поднимается в гору, идёт мимо отреставрированной колокольни Собора Рождества Христова (середина XIX века), около церкви Святой Троицы (бывший костёл Пресвятой Троицы и Святого Антония, построенный в XVII веке, но неоднократно перестраивавшийся) и выходит на крутой мыс высотой в 16 м.
Здесь стоял Ивангород-на-Себеже, от которого сохранились крепостные сооружения XVI века, а зовётся это место Замком (см. Себежская крепость).
- Старое католическое кладбище
- Еврейское кладбище
- Историческая застройка (XIX — начало XX в.; фрагменты)
- Часовня Казанской иконы Божией Матери (1998 года)
- Часовня Петра и Павла (конец XX в.)
- Дом купца Селюгина (1890)
- Скульптурная композиция скульптора О.Ершова из бронзы и гранита в память об местном уроженце актёре Зиновии Гердте (2011).

## Утраченные объекты
- Собор Рождества Христова (Себеж)
- Синагога
- Церковь (греко-католическая)
- Церковь Пречистой Богородицы

### Старинные улицы и площади
| Нынешнее название     | Историческое название           |
| улица 7 Ноября        | Опочецкая улица                 |
| улица Войкова         | улица Серебрянка                |
| Коммунальная улица    | Мельничная улица                |
| Ленинская улица       | Люцинская улица Люцинский тракт |
| улица Марго           | улица Песчанка                  |
| Набережная улица      | Валовая улица                   |
| Пролетарская улица    | улица Петра Великого            |
| улица Розы Люксембург | Уланская улица                  |
| Советская улица       | Рыбацкая улица                  |
| улица Челюскинцев     | Дриссенская улица               |
| Красноармейская улица | Кавалерийская улица             |

В Себеже существовали исторические местности: Батарея, Замковая гора, Петровская гора, Перевоз, слобода Песчанка.
В современной городской топонимике Себежа сохранились названия Замковой и Нижней улиц.
В районе, где сходятся границы России, Латвии и Белоруссии, возвышается Курган Дружбы, насыпанный участниками партизанского движения 3 июля 1959 года и символизирующий память о братстве по оружию.

## Города-побратимы
Себеж является городом-побратимом белорусского города Верхнедвинска — административного центра соседнего с Себежским Верхнедвинского района Витебской области.